# Барбара Бранденбурзька
Барбара Бранденбурзька (нім. Barbara von Brandenburg;  30 травня 1464, Ансбах — 4 вересня 1515, Ансбах) — королева Чехії та Угорщини.

## Біографія
Барбара була донькою бранденбурзького курфюрста Альбрехта III Ахілла від другого шлюбу з Анною Саксонською. 11 жовтня 1472 року у віці 8 років Барбара була видана заміж у Берліні за Генріха XI Глогувського, який був старший за неї на 30 років. Через чотири роки Генріх помер, дітей у пари не було.
У тому ж році Барбара вийшла заміж вдруге, за чеського короля Владислава II. Шлюб за дорученням відбувся у Франкфурті, Владислав розраховував за допомогою цього шлюбу отримати Глогувське князівство. Однак цього не вийшло, і Владислав, втративши інтерес до шлюбу, став будувати нові плани щодо одруження.
25 квітня 1492 року Барбара звільнила Владислава від усіх зобов'язань щодо шлюбу і написала до Риму проханням про розлучення. Владислав, відчуваючи себе вільним, одружився з Беатрисою Арагонською (вдовою угорського короля Матвія Корвіна), а Барбара хотіла вийти заміж за якогось Конрада фон Хейдека. Однак брати Барбари, не бажаючи допустити цього шлюбу, відвезли її до Плассенбурга, де вона і провела багато років в ув'язненні.
У 1493 році римський Папа призначив комісію для розслідування обставин другого одруження Владислава. 7 квітня 1500 року Папа Александр VI оголосив шлюб Владислава і Беатриси незаконним.
Похована в Хайльсброннськом монастирі під Ансбахом.